# Mareterra

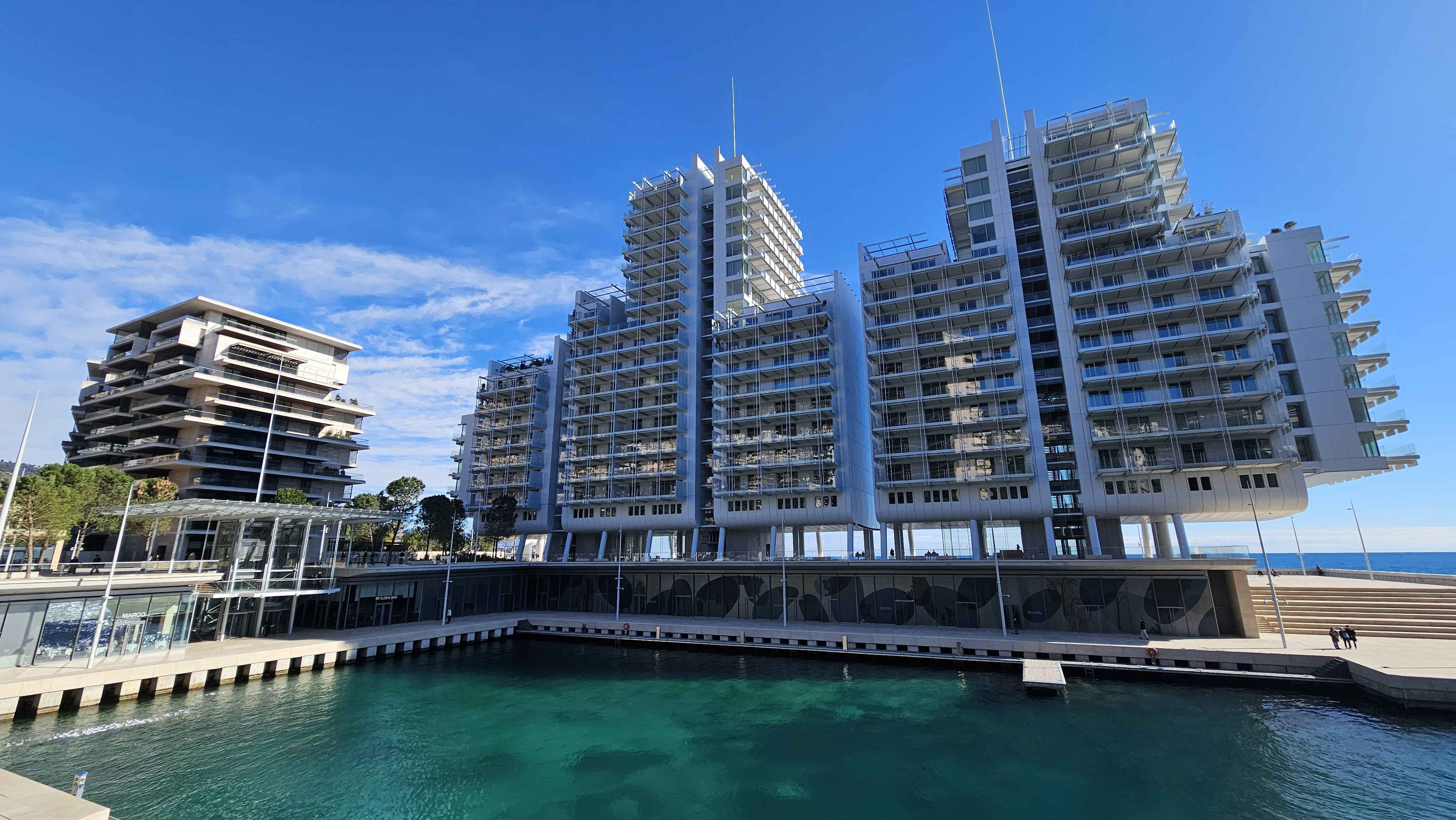
Mareterra

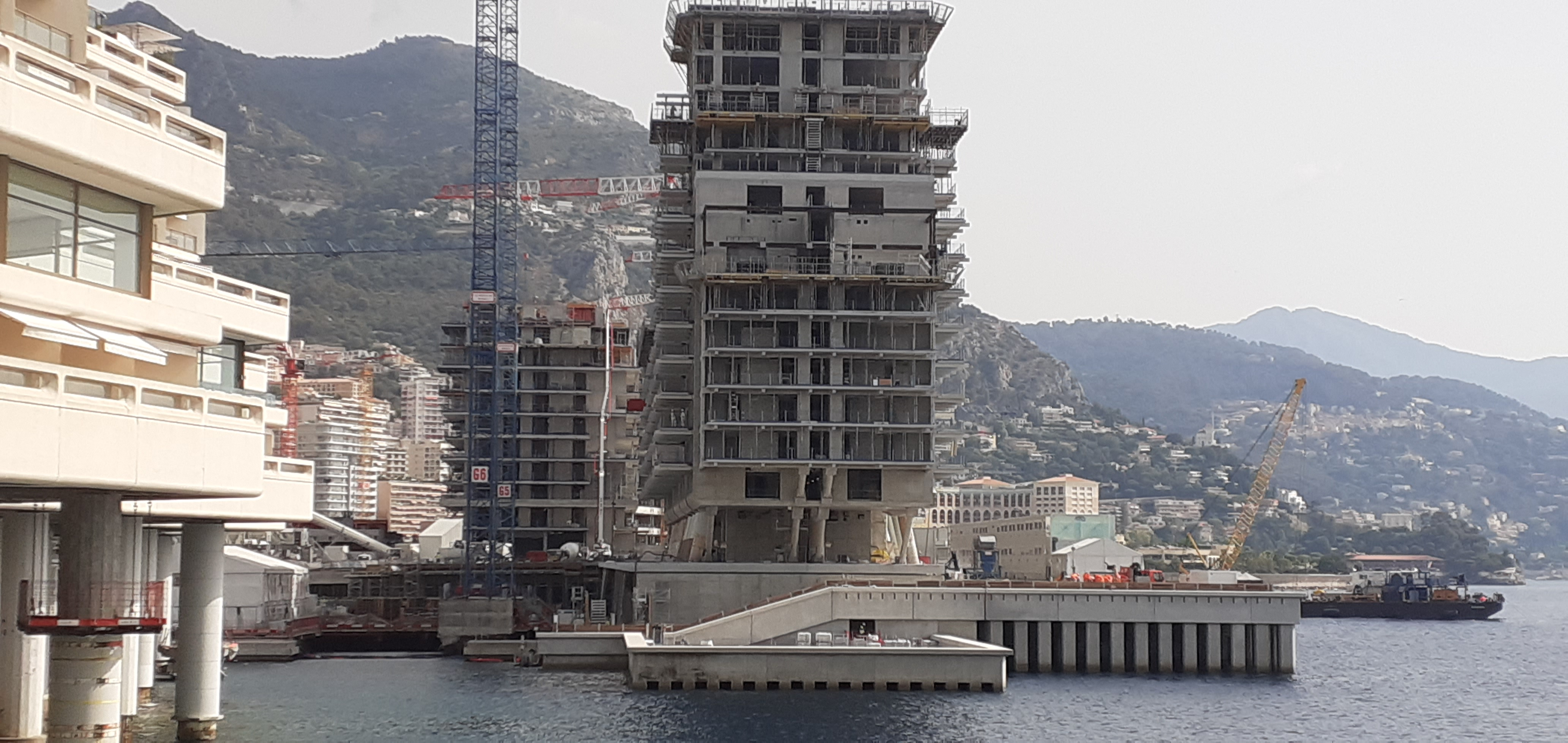
Stato dei lavori a giugno 2022

Mareterra, talvolta chiamato anche Le Portier, è un quartiere del Comune di Monaco.
Con un'estensione di 6 ettari, il quartiere è interamente sorto su terreno sottratto al mare. Con la sua costruzione la superficie del Principato di Monaco è passata dai precedenti 2,02 km² agli attuali 2,08 km²; la popolazione stimata del quartiere dovrebbe attestarsi sui 3 400 abitanti circa.

La superficie di estensione del quartiere è compresa fra la zona del porto (Porto d'Ercole) e la spiaggia di Larvotto, accanto al Grimaldi Forum. Il quartiere è prevalentemente residenziale, con palazzine e ville; include anche un lungomare, un piccolo porticciolo con ristoranti ed esercizi commerciali e una pineta.

## Storia
I primi progetti di costruzione del quartiere risalgono ai primi anni di regno del Principe Alberto II; gli stessi furono poi abbandonati nel 2009 per volontà dello stesso Principe a causa dello stato delle finanze del Principato in seguito alla Grande recessione. Successivamente sono stati reperiti nuovi fondi e il progetto è stato riavviato nel 2015. Il quartiere è stato inaugurato dalla Famiglia Principesca il 4 dicembre 2024, con alcuni mesi di anticipo rispetto alle tempistiche previste, e aperto al pubblico a partire dal giorno successivo.
Il progetto è stato disegnato dagli architetti Renzo Piano, Alexandre Giraldi, Denis Valode e dal paesaggista Michel Desvigne, mentre l'impresa realizzatice è stata la  Bouygues Construction.
Il costo finale stimato per la costruzione del quartiere è di 2 miliardi di euro.